# Marisa Fiordaliso
Marisa Fiordaliso, nome d'arte di Maria Luisa Bottazzi (Modena, 29 febbraio 1920 – Milano, 27 dicembre 1983), è stata una cantante italiana di musica leggera, attiva fra gli anni 1940 e gli anni 1950 e specializzata in duetti e cover di canzoni celebri di cantanti coevi (fra gli altri Carlo Buti, Enzo Amadori, Enrico Gentile). Nel 1952 vinse il Microfono d'argento. È infondato che fosse zia della cantante Fiordaliso.

## Biografia
Figlia primogenita di Francesco Bottazzi, un avvocato di origine modenese, baritono dilettante, che la sostenne avviandola fin da giovanissima alla musica e al canto, si trasferì con la famiglia a metà degli anni trenta a Viareggio e, dopo aver cantato poco più che adolescente in gruppi vocali locali, formò ben presto con le sorelle Maria Paola e Maria Antonietta il trio Fiordaliso, un gruppo musicale vocale che seguiva le orme del trio Lescano e di formazioni omologhe dell'epoca.
Nel 1940 superò fra 1.200 iscritti un provino per il programma radiofonico L'ora del dilettante che le consentì di esordire come cantante solista professionista. Lo scoppio della seconda guerra mondiale rallentò solo in parte la sua attività: fu infatti impegnata ad alleviare - cantando per loro - le pene dei feriti ricoverati negli ospedali viareggini.
Nella circostanza riformò per qualche tempo il trio vocale con le sorelle, con le quali fu accompagnata dal padre a Milano a incidere per la Columbia. I pesanti bombardamenti cui era sottoposto il capoluogo lombardo costrinsero però ben presto il trio allo scioglimento.
Sposatasi nel 1945 con Raffaele Brissa, Marisa Fiordaliso riprese nell'immediato dopoguerra l'attività alla radio e l'incisione di dischi a 78 giri.
La sua carriera terminò nella seconda metà degli anni cinquanta, quando cominciavano a farsi avanti nuove leve, fra cui i primi urlatori.
Marisa Fiordaliso morì a Milano nel 1983 all'età di 63 anni.

## Discografia

### 78 giri
- 1947 - Harmony/El rancho grande (La Voce del Padrone, HN 2203)
- 1948 - Ti porterò sul cucciolo/Tolon Tolon (Mi Vaca Lechera) (Columbia, CQ 1693)
- 1949 - 'É troppo tardi!.../Paquito Lindo (Columbia, CQ 1840)
- 1949 - Dillo tu serenata/Un giorno m'hai sorriso (Columbia, CQ 1950)
- 1952 - Papaveri e papere/Vola colomba (Columbia, DCQ 59)
- 1952 - Una donna prega/Vola colomba (Columbia, CQ 2293)
- 1952 - Nel regno dei sogni/Papaveri e papere (Columbia, CQ 2294)
- 1952 - Se tu sei con me/Mi no (Columbia, CQ 2397)
- 1952 - on Pays/Moulin Rouge (Columbia, CQ 2605)
- 1953 - Papà Pacifico/Il passerotto (Columbia, CQ 2498)
- 1953 - Lili/Se la luna'' (Columbia, CQ 2661)
- 1955 - Cirillino - Ci/Tutte le mamme (Columbia, DO-3727)

- Un bacio ancor/Se tu sei con me (Capitol Records, ALBUM 10030)
- Blue Canary/Il passerotto (Capitol Records, 2-10030)
- Questo è amore/Tara tara zumi (Capitol Records, EAP 3-10030 Part 3)

### 33 giri
- 1954 - Canzoni (Capitol Records, 33 QS 6024)
- When In Rome... (Capitol Records, T-10030) con Carlo Buti

### EP
- 1956 - La luna nel rio/Canto d'amore indiano (Indian Love Call)/La la lu/Lili (Hi-Lili, Hi-Lo) (Columbia, SEMQ 7)
- 1957 - Scusami/Per una volta ancora/Casetta In Canadà/Le trote blu (Columbia, SEMQ 30)

### Apparizioni in raccolte
- Festival italiano (La Voz De Su Amo, LDLP 1.042) con il brano Amame si quieres
- Italian Holiday (Capitol Records, 33S1106) con il brano Amami se vuoi
- 1992 Italy after Dark - Italia nostalgica (EMI, 0777 7 80023 2 1) con il brano Amami se vuoi
- 1997 I fantastici anni '50 - vol. 3 (Disky, DC 873112) con il brano O, mein papa
- 1997 I fantastici anni '50 - vol. 4 (Disky, DC 873122) con il brano Casetta in Canadà e Se tu sei con me
- 2007 Italy in Song (EMI Special Markets) con il brano Amami se vuoi
- 2011 Bellissimo - Café Italia (Performance, 38324) con il brano Amami se vuoi e Cirillino-Ci
- 2020 Le canzoni dell'anno 1955 (Musictales, 2087761) con il brano La luna nel rio (Moon in The Rio) come Marisa e Quartetto Stars)